# Protonemura praecox
Protonemura praecox är en bäcksländeart som först beskrevs av Morton 1894.  Protonemura praecox ingår i släktet Protonemura och familjen kryssbäcksländor.

## Underarter
Arten delas in i följande underarter:
- P. p. graeca
- P. p. praecox